# Chicago Tribune

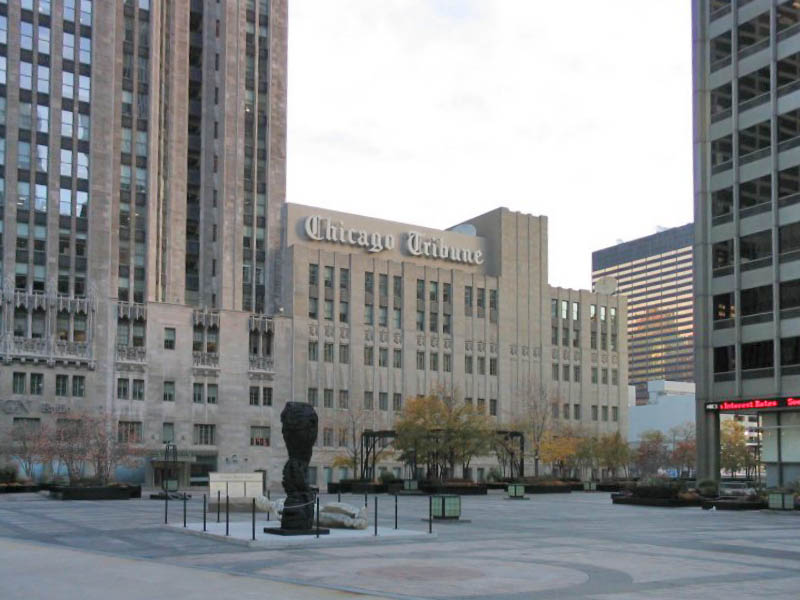
Chicago Tribune

Chicago Tribune är en av USA:s mest lästa dagstidningar, grundad 1847 i Chicago, Illinois, i USA. Tidningens slogan är "World's Greatest Newspaper". En känd journalist på tidningen är Clarence Page.